# Битва при Клокотниці
Битва при Клокотниці — битва між військами Другого Болгарського царства та Епірським деспотатом, що відбулася 9 березня 1230 року. Завершилася перемогою болгарського війська, очолюваного царем Іваном Асенем II.

## Передумови
У 1221—1222 роках Болгарія (Іван Асен II) та Епір (Феодор Комнін) уклали союз проти Латинської імперії. Забезпечивши мир, деспот Феодор вторгається у Фессалонікське королівство та захоплює його і частину Македонії.
Після смерті латинського імператора у 1228 році деспот Феодор вважав, що єдиною перешкодою до захоплення Константинополя є Болгарія. Тому в березні 1230 року він виступив із великим військом проти неї.

## Хід битви
Феодор Комнін зібрав значну військову силу, включно із найманцями із Заходу, а Іван Асен II зміг зібрати набагато менше військо, оскільки цей похід був несподіванкою для нього. Деспот Епіру був настільки впевнений у власній перемозі, що взяв увесь свій двір разом із дружиною та дітьми у похід. Війська Болгарії та Епіру зустрілися 9 березня 1230 року поблизу села Клокотниця. Іван Асен II наказав прибити до хоругви договір 1221—1222 років, порушений Феодором Комніним. У ході битви болгарський цар зміг оточити епірське військо. Після цього значна частина війська Феодора Комніна була знищена. Сам деспот із сім'єю потрапив у полон.

## Наслідки
Іван Асен II звільнив полонених, через що багато фортець у Епірі здавалися болгарам без бою. Феодора Комніна спочатку з почестями прийняли при дворі болгарського царя, проте згодом його осліпили, звинувачуючи у підготовці змови. Болгарія зайняла володіння Епіру у Фракії до Фессалонік, включно з Адріанополем та Дидимотикою, а також Македонію і північну Албанію. Епірський деспотат став другорядною державою, а Болгарія — провідною на Балканах.